# Кубок европейских чемпионов по волейболу среди женщин 1991/1992
32-й розыгрыш Кубка европейских чемпионов по волейболу среди женщин проходил со 2 ноября 1991 по 23 февраля 1992 года с участием 24 клубных команд из 23 стран-членов Европейской конфедерации волейбола (ЕКВ). Финальный этап был проведён в Равенне (Италия). Победителем турнира во 2-й раз в своей истории стала итальянская команда «Олимпия Теодора» (Равенна).

## Команды-участницы
| Страна               | Команда                            |                           |
| -------------------- | ---------------------------------- | ------------------------- |
| Австрия              | «Пост» (Вена)                      | Чемпион Австрии 1991      |
| Албания              | «Динамо» (Тирана)                  | Чемпион Албании 1991      |
| Англия               | «Мизуно-Британния» (Лондон)        | Чемпион Англии 1991       |
| Бельгия              | «Антониус» (Херенталс)             | Чемпион Бельгии 1991      |
| Болгария             | ЦСКА (София)                       | Чемпион Болгарии 1991     |
| Венгрия              | «Эгер» (Эгер)                      | Чемпион Венгрии 1991      |
| Германия             | КЮД (Берлин)                       | Чемпион ГДР 1991          |
| Германия             | «Фойербах» (Штутгарт)              | Чемпион ФРГ 1991          |
| Греция               | «Панатинаикос» (Афины)             | Чемпион Греции 1991       |
| Израиль              | «Хапоэль» (Бат-Ям)                 | Чемпион Израиля 1991      |
| Испания              | «Эспаньол» (Корнелья-де-Льобрегат) | Чемпион Испании 1991      |
| Италия               | «Олимпия Теодора» (Равенна)        | Чемпион Италии 1991       |
| Люксембург           | «ЖИМ Воллей Боннвуа» (Люксембург)  | Чемпион Люксембурга 1991  |
| Нидерланды           | «Аверо-Олимпус» (Снек)             | Чемпион Нидерландов 1991  |
| Норвегия             | «Колл» (Осло)                      | Чемпион Норвегии 1991     |
| Польша               | «БКС Сталь» (Бельско-Бяла)         | Чемпион Польши 1991       |
| Румыния              | «Университатя» (Крайова)           | Чемпион Румынии 1991      |
| / СССР/Россия        | «Уралочка» (Екатеринбург)          | Чемпион СССР 1991         |
| Турция               | «Эмлякбанк» (Анкара)               | Чемпион Турции 1991       |
| Финляндия            | «Васама» (Вааса)                   | Чемпион Финляндии 1991    |
| Франция              | «Расинг Клуб де Франс» (Париж)     | Чемпион Франции 1991      |
| Чехословакия         | «Славия» (Братислава)              | Чемпион Чехословакии 1991 |
| Швейцария            | БТВ (Люцерн)                       | Чемпион Швейцарии 1991    |
| / Югославия/Хорватия | «Младост» (Загреб)                 | Чемпион Югославии 1991    |

## Система проведения розыгрыша
В турнире принимали участие чемпионы 24 стран-членов ЕКВ (на 1991 год). Соревнования состояли из квалификации, 1/8 и 1/4 финалов плей-офф и финального этапа. Напрямую в 1/8 финала получили возможность заявить своих представителей страны, команды которых в предыдущем розыгрыше выступали в четвертьфинальной стадии (Албания, Болгария, Германия, Италия, Нидерланды, Румыния, СССР, Хорватия (вместо Югославии)). Остальные участники 1/8 плей-офф определялись в ходе квалификации.
Финальный этап состоял из предварительного раунда, полуфинала и двух финалов (за 3-е и 1-е места).

## Квалификация
2—10.11.1991
 «Эспаньол» (Корнелья-де-Льобрегат) —  «ЖИМ-Воллей Боннвуа» (Люксембург)
2 ноября. 3:0 (15:4, 15:3, 15:5).
3 ноября. 3:0 (15:3, 15:7, 15:6).
 БТВ (Люцерн) —  «Пост» (Вена)
2 ноября. 3:1 (15:10, 11:15, 15:11, 15:5).
9 ноября. 0:3 (8:15, 13:15, 14:16).
 «Хапоэль» (Бат-Ям) —  «Славия» (Братислава)
2 ноября. 0:3 (6:15, 8:15, 13:15).
9 ноября. 0:3 (9:15, 5:15, 3:15).
 «Колл» (Осло) —  «БКС Сталь» (Бельско-Бяла)
2 ноября. 0:3 (10:15, 3:15, 8:15).
9 ноября. 0:3 (3:15, 12:15, 2:15).
 «Антониус» (Херенталс) —  «Мизуно-Британния» (Лондон)
2 ноября. 3:0 (15:8, 15:7, 15:2).
9 ноября. 3:1 (16:17, 15:7, 15:5, 15:10).
 «Эгер» (Эгер) —  «Панатинаикос» (Афины)
2 ноября. 2:3 (1511, 15:13, 10:15, 11:15, 7:15).
9 ноября. 0:3 (13:15, 13:15, 7:15).
 КЮД (Берлин) —  «Эмлякбанк» (Анкара)
2 ноября. 3:1 (15:3, 15:12, 9:15, 15:12).
9 ноября. 1:3 (6:15, 7:15, 15:7, 4:15). Общий счёт игровых очков по сумме двух матчей 86:94.
 «Расинг Клуб де Франс» (Париж) —  «Васаман» (Вааса)
3 ноября. 3:0 (15:12, 15:12, 15:3).
10 ноября. 2:3 (4:15, 9:15, 15:11, 15:8, 7:15).

## 1/8 финала
7—14.12.1991
 «Расинг Клуб де Франс» (Париж) —  «Эспаньол» (Корнелья-де-Льобрегат)
6 декабря. 3:1 (17:15, 13:15, 15:2, 15:2).
15 декабря. 3:2 (15:11, 14:16, 10:15, 15:5, 15:8).
 «Олимпия Теодора» (Равенна) —  ЦСКА (София)
7 декабря. 3:0 (15:3, 15:10, 15:1).
14 декабря. 3:0 (15:4, 15:4, 15:9).
 «Пост» (Вена) —  «Славия» (Братислава)
7 декабря. 3:0 (15:13, 15:8, 15:2).
14 декабря. 1:3 (13:15, 15:4, 9:15, 8:15).
 «БКС Сталь» (Бельско-Бяла) —  «Младост» (Загреб)
7 декабря. 0:3 (6:15, 4:15, 5:15).
14 декабря. 0:3 (8:15, 2:15, 11:15).
 «Антониус» (Херенталс) —  «Уралочка» (Екатеринбург)
7 декабря. 0:3 (10:15, 7:15, 13:15).
14 декабря. 1:3 (15:11, 14:16, 5:15, 3:15).
 «Панатинаикос» (Афины) —  «Эмлякбанк» (Анкара)
7 декабря. 3:2 (11:15, 15:6, 16:14, 8:15, 15:11).
14 декабря. 0:3 (2:15, 11:15, 7:15).
 «Динамо» (Тирана) —  «Фойербах» (Штутгарт)
7 декабря. 0:3 (8:15, 7:15, 6:15).
14 декабря. 0:3 (5:15, 12:15, 6:15).
 «Аверо-Олимпус» (Снек) —  «Университатя» (Крайова)
7 декабря. 3:0 (15:9, 15:7, 15:9).
14 декабря. 1:3 (17:16, 11:15, 8:15, 8:15).

## Четвертьфинал
15—22.01.1992
 «Олимпия Теодора» (Равенна) —  «Пост» (Вена)
15 января. 3:0 (15:6, 15:8, 15:5).
22 января. 2:3 (15:12, 7:15, 10:15, 16:14, 9:15).
 «Расинг Клуб де Франс» (Париж) —  «Младост» (Загреб)
15 января. 1:3 (5:15, 15:13, 2:15, 7:15).
22 января. 1:3 (4:15, 4:15, 15:11, 10:15).
 «Эмлякбанк» (Анкара) —  «Уралочка» (Екатеринбург)
15 января. 0:3 (7:15, 3:15, 0:15).
22 января. 1:3 (12:15, 15:13, 11:15, 4:15).
 «Аверо-Олимпус» (Снек) —  «Фойербах» (Штутгарт)
15 января. 1:3 (11:15, 8:15, 15:4, 6:15).
22 января. 1:3 (12:15, 1:15, 15:13, 13:15).

## Финальный этап
21—23 февраля 1992.  Равенна.
Участники:
 «Олимпия Теодора» (Равенна)

 «Уралочка» (Екатеринбург)

 «Младост» (Загреб)

 «Фойербах» (Штутгарт)
Команды-участницы согласно жребию составляют пары предварительного раунда. Победитель в каждой паре в полуфинале играет против проигравшего в другой. Победители полуфиналов играют в финале, проигравшие — в матче за 3-е место.

### Предварительный раунд
21 февраля
 «Олимпия Теодора» —  «Уралочка»
3:0 (15:8, 15:8, 15:7)
 «Младост» —  «Фойербах»
3:0 (15:9, 15:3, 15:9)

### Полуфинал
22 февраля
 «Олимпия Теодора» —  «Фойербах»
3:0 (15:10, 15:4, 15:6)
 «Младост» —  «Уралочка»
3:0 (15:6, 15:8, 16:14)

### Матч за 3-е место
23 февраля
 «Уралочка» —  «Фойербах»
3:1 (15:7, 15:6, 14:16, 15:2)

### Финал
23 февраля
 «Олимпия Теодора» —  «Младост»
3:2 (15:11, 10:15, 15:12, 6:15, 15:10)

### Итоги

#### Положение команд
| «Олимпия Теодора» (Равенна) |
| «Младост» (Загреб)          |
| «Уралочка» (Екатеринбург)   |
| 4. «Фойербах» (Штутгарт)    |

#### Призёры
«Олимпия Теодора» (Равенна): Габриэла Перес дель Солар, Хенриетте Версинг, Беатриче Биджарини, Сабрина Бертини, Лилиана Бернарди, Алессандра Дзамбелли, Хельга Кьострини, Даниэла Сапорити, Даниэла Дзуккарини, Сабина Туррини, Мануэла Бенелли. Тренер — Серджо Гуэрра.
  «Младост» (Загреб): Валентина Огиенко, Елена Чебукина, Марина Никулина, Даниэла Бильбия, Таня Бильбия, Сергея Лорбер, Славица Кузманич, Барбара Елич, Мария Анзулович, Татьяна Грачёва. Тренер — Николай Карполь.
  «Уралочка» (Екатеринбург): Ирина Ильченко, Светлана Василевская, Светлана Корытова, Инна Дашук, Елена Батухтина, Наталья Морозова, Евгения Артамонова, Елизавета Тищенко, Юлия Бубнова, Елена Сущинская, Юлия Тимонова. Тренер — Валерий Юрьев.